# San José (Buetas)

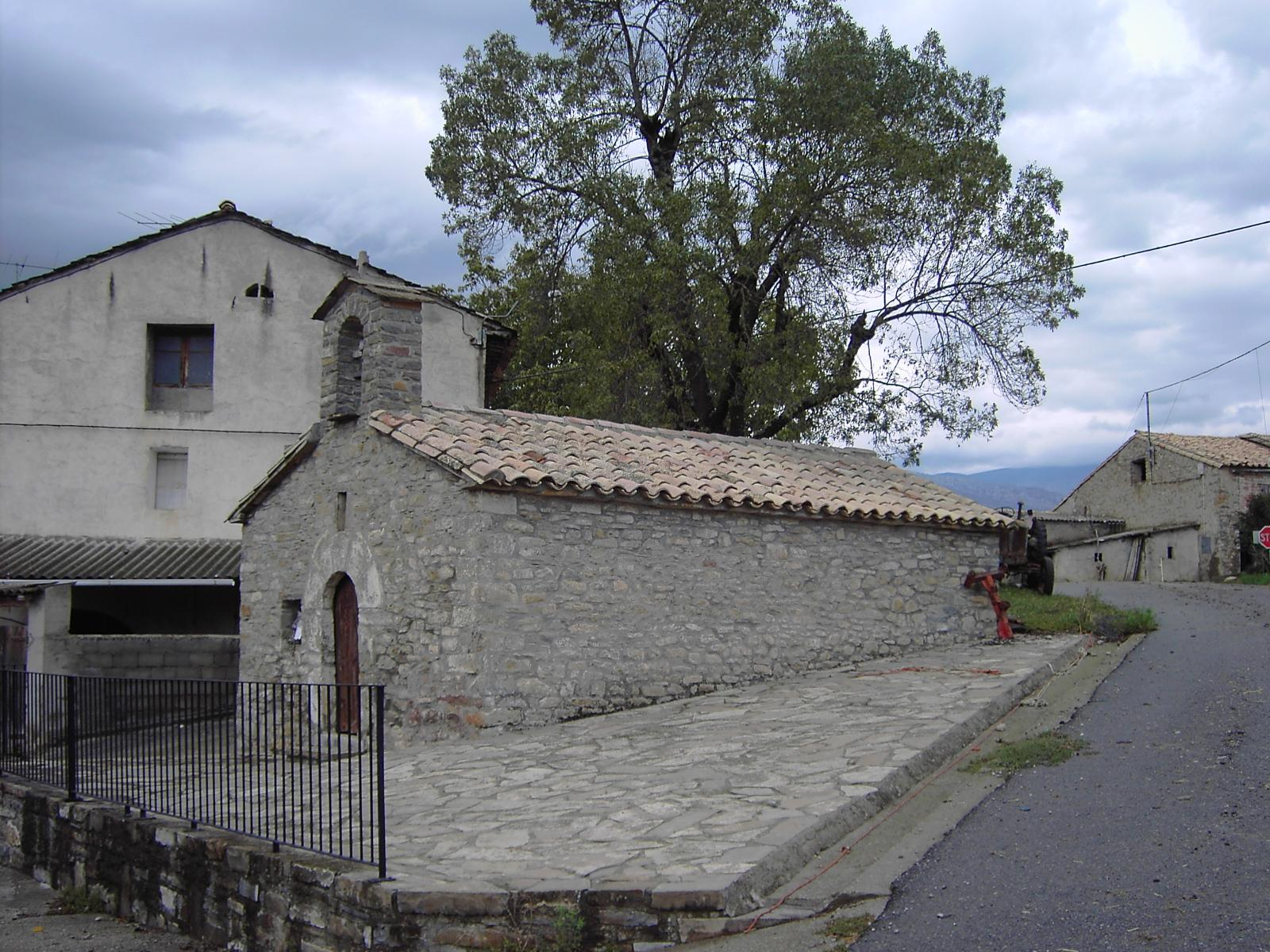
Kapelle San José

Die Kapelle San José in Buetas, einem Ortsteil der spanischen Gemeinde La Fueva in der Provinz Huesca der Autonomen Gemeinschaft Aragonien,  ist als Bien de Interés Cultural (Baudenkmal) klassifiziert.
Die Kapelle besitzt eine rechteckige Apsis und auf dem Satteldach sitzt ein Glockengiebel. Der rundbogige Eingang befindet sich im Westen. Das Kirchenschiff wird von einem Tonnengewölbe gedeckt. 